# Pluralizm kulturowy
Pluralizm kulturowy – sytuacja społeczna, w której grupy mniejszościowe uczestniczą w pełni w dominującym społeczeństwie, zachowując przy tym swoje kulturowe różnice, swoją tożsamość i odrębność od innych grup.
Pluralizm kulturowy jest obecnie dominującą doktryną społeczeństw demokratycznych, które uważają różnorodność kulturową za swoje bogactwo. Zasadę pluralizmu poprzedzają wcześniejsze doktryny, które zakładały, że "obcy" jest jakimś problemem do rozwiązania – proponowano wówczas ich izolację (zobacz: getto), segregację (zobacz: apartheid) lub asymilację.